# Gwani
Gwani (nep. ग्वानी) – gaun wikas samiti w zachodniej części Nepalu w strefie Mahakali w dystrykcie Darchula. Według nepalskiego spisu powszechnego z 2001 roku liczył on 749 gospodarstw domowych i 4196 mieszkańców (2109 kobiet i 2087 mężczyzn).